# Rafaël Estève
Ne doit pas être confondu avec Rafael Esteve.
Pour les articles homonymes, voir Estève.
Rafaël Estève, né en 1926 à Sabadell (Espagne) et mort en 2022 à Gennevilliers (France), est un artiste français d'origine espagnole, scénographe, costumier, créateur de masques, acteur, metteur en scène et marionnettiste. En 1945, il est diplômé de scénographie au Conservatoire Supérieur d'Art Dramatique de Barcelone et en 1951, il reçoit le 1er Prix de Décor du théâtre de Barcelone.
Artiste polyvalent, il a réalisé décors et costumes pour le théâtre et l'opéra avant de se tourner vers la marionnette. Il est également l'auteur de diverses œuvres picturales, croquis et maquettes.

## Biographie
Rafaël Estève naît le 5 décembre 1926 à Sabadell, près de Barcelone et meurt à Gennevilliers, près de Paris, le 24 vvril 2022.
En 1939, ses parents et lui partent pour la France. Sa mère et lui s'installent à Mondoubleau, dans le Loir-et-Cher, depuis neuf mois. En 1940, alors que la guerre éclate en France, ils sont internés dans un camp de concentration près de Blois. Ils finissent par être rapatriés en Espagne, à Barcelone. Rafaël a treize ans.

### Apprentissage
Inscrit à l'école d'art municipale, il décide pour gagner sa vie de devenir peintre en bâtiment et, en 1952[réf. nécessaire], il est admis au Lycée du Théâtre de Barcelone, où il suit des cours de scénographie.
En parallèle, il réalise des décors pour des pièces montées par deux sœurs, Francesca et Lluïsa Forrellad ; il obtiendra en outre le prix du meilleur décorateur semi-professionnel pour Ponce Pilate en 1954.
L'année suivante[réf. nécessaire], il sort du conservatoire diplôme en main et quitte définitivement l'Espagne pour Paris. Son père tente de le faire entrer à l'école de théâtre de la rue Blanche, mais son manque d'aisance en français le fait refuser.
Pendant plusieurs années, Rafaël reprend son métier de peintre en bâtiment. Il n'abandonne pourtant pas sa première passion, à savoir créer des décors. Il s'exerce donc sur de nombreuses pièces à des créations de costumes et de décors qui, s'ils ne seront jamais réalisées, aboutiront à une première exposition personnelle, à Paris. On y trouve en outre des maquettes pour Les Noces de sang de Lorca, Les Précieuses ridicules de Molière, et Sortie de l'acteur de Ghelderode.

### Carrière artistique
En 1964, il quitte la peinture en bâtiment et se lance dans la télévision, en participant à la série télévisée Le Manège enchanté, comme décorateur et dont il crée les décors .
Il participera également à la création de plusieurs marionnettes, notamment celle du lapin, Flappy, dont il proposera de faire la voix ; le producteur Serge Danot aurait refusé pour des raisons financières.
De plus, le contrat qu'il a signé avec la production de la série lui interdit (ainsi que d'autres artistes ayant participé au Manège) d'être crédité au générique : le nom de Rafaël Estève n’apparaîtra pas sur l'écran.
La même production lui confiera les décors de la série Les poucetofs, qui elle, ne verra jamais le jour.
Il réalise aussi les décors et marionnettes des l'émission télévisée espagnole Las aventuras del Torito Mumu, créé par Enrique Nicanor (en) en 1966, puis en 1967, il participe avec Ivor Wood à la création de deux films d'animation pour la BBC (crédité cette fois): Les Herbes et Le petit village des petits chapeaux.
Puis c'est vers le théâtre qu'il se tourne. En 1968, il collabore avec l'auteur et metteur en scène Alfredo Crespo, sur Self service et aussi Le général Chandelle, parodie bouffonne sur le régime de Franco.
Il travaille aussi avec l'auteur Fernando Arrabal pour les décors de Guernica ; … Et ils passèrent des menottes aux fleurs et Une tortue nommée Dostoïevski.
S'étant par la suite tourné vers la marionnette, il crée en 1969 Bacbodoc au pays des ballons, une fantaisie pour enfants. Les personnages du spectacle ont des ballons en guise de têtes, dont les éléments du visage (nez, yeux…) sont formés à partir des lettres formant leur nom. Le héros, Bacbodoc, est un jeune écolier dont le rêve est de danser des claquettes. À chacun de ses essais, il finit par trébucher, tombe par terre, rougit de honte et pleure des dragées.
Le spectacle rencontre un vif succès au festival de Barcelone, dont il recevra un prix, Mention spéciale pour la recherche et l'invention.
Rafaël Estève a par la suite réalisé un certain nombre de spectacles empreints de poésie et d'humour, se penchant de plus en plus vers des thèmes littéraires avec La Légende dorée, d'après Jacques de Voragine ; ou lyriques avec Les contes d'Hoffmann, d'après Jacques Offenbach.
Il adapte très librement ses sujets, au gré de sa fantaisie et de son imagination ; l'univers de la marionnette lui permet de laisser libre cours à ses idées et à ses visions toujours pleines de verve, de drôlerie et de poésie.
Ses marionnettes sont influencées par l'art de la marionnette traditionnelle japonaise (Bunraku) et les créations du marionnettiste tchèque Jiří Trnka.
Il a également créé des décors et des costumes pour des opéras, notamment au festival d'opéras de Saint-Céré durant quatre ans. Avec St Céré : La Fille de madame Angot, La Vie parisienne, Carmen, La Belle Hélène, Faust.
À partir de 1993, il collabore régulièrement avec le Conservatoire Italien de Paris pour qui il réalise décors et costumes des opéras baroques.
Depuis 2008, il poursuit ses activités artistiques et créatives, notamment avec la compagnie Premier Acte, dirigée par Thomas Josse, avec laquelle il a créé son dernier spectacle, Bastien et Bastienne, d'après l'opéra de Mozart.

### Notoriété
Il a enseigné durant vingt ans l'art de la marionnette à l'école Édouard Manet de Gennevilliers, ville où il habite et est à présent retraité.
Une exposition présentant le travail de l'artiste a été réalisée à la Maison du Développement Culturel de Gennevilliers en mars 2006.

## Réalisations pour le théâtre, l'opéra et le cinéma

### Scénographe
- 1954 : Ponce Pilate, de Francesca et Lluïsa Forellad - Scénographie.
- 1955 : Dos Razones, de Francesca et Lluïsa Forellad - Scénographie.
- 1968 : Self-service, d'Alfredo Crespo - Décors.
- 1968 : Le Général Chandelle, d'Alfredo Crespo - Décors et marionnettes.
- 1968 : Virgile au pays des merveilles, d'Alfredo Crespo - Décors.
- 1968 : Guernica, de Fernando Arrabal - Décors.
- 1969 : … Et ils passèrent des menottes aux fleurs, de Fernando Arrabal - Décors.
- 1969 : Une tortue nommée Dostoïevski, de Fernando Arrabal - Décors.
- 1970 : Le bas et le haut, de Jean-Louis Philippe - Décors.
- 1972 : Pour demain la fête, de Guy Foissy - Décors.
- 1979 : Chantons ne vous déplaise, de Francis Blanche - Décors et costumes.
- 1991 : La Cerisaie, d'Anton Tchekhov - Costumes.
- 1995 : Le tableau des merveilles, de Jacques Prévert - Décors et costumes.
- 1998 : Un jour mon prince grattera, de Susie Morgenstern - Décors et costumes.
- 2001 : Don Quichotte de la Mancha, de Marijo Gori Kollmannsberger - Décors, costumes et marionnettes.

### Décorateur de films d'animation
- 1964 : Le Manège enchanté, de Serge Danot - Décors.
- 1965 : Les Poucetofs, de Serge Danot - Décors.
- 1966 : Las aventuras del torito Mumu, d'Enrique Nicanor - Décors.
- 1968 : Les Herbes, d'Ivor Wood - Décors.
- 1968 : Le petit village des petits chapeaux, d'Ivor Wood - Décors.

### Scénographe et costumier d'opéra
- 1982 : La Fille de madame Angot, de Charles Lecocq- Décors et costumes.
- 1983 : La Vie parisienne, de Jacques Offenbach - Décors et costumes.
- 1984 : Carmen, de Georges Bizet - Décors et costumes.
- 1987 : La Belle Hélène, de Jacques Offenbach - Décors et costumes.
- 1987 : Faust, de Charles Gounod - Décors et costumes.
- 1995 : L'Uccellatrice, de Nicolò Jommelli - Décors et costumes.
- 1996 : Don Quichotte, de Giovanni Battista Martini - Décors et costumes.
- 1996 : El retablo de Maese Pedro, de Manuel de Falla - Décors, costumes et marionnettes.
- 2008 : La chatte métamorphosée en femme, de Jacques Offenbach - Décors et marionnettes.
- 2010 : Didon et Enée, de Henry Purcell - Costumes et masques.

### Marionnettiste et metteur en scène
- 1969 : Bacbodoc au pays des ballons, création - Marionnettes et mise en scène.
- 1972 : Il était une fois une souris, avec Ghislaine Valadou -création - Marionnettes et mise en scène.
- 1973 : Lorette veut un bleueueurrr…, avec Ghislaine Valadou - création - Marionnettes et mise en scène.
- 1980 : Chicha, Chicho, Chichou, avec Ghislaine Valadou - création - Marionnettes et mise en scène.
- 1983 : La légende dorée, mythologie catholico-sanglante d'après Jacques de Voragine - Marionnettes et mise en scène.
- 1989 : La Révolution française, création - Marionnettes et mise en scène.
- 1996 : Les contes d'Hoffmann, d'après l'opéra de Jacques Offenbach - Marionnettes et mise en scène.
- 2002 : Le Carnaval des animaux, d'après Camille Saint-Saëns - Marionnettes.
- 2005 : La balade de Buster Keaton, de Federico Garcia Lorca - Masques, marionnettes et mise en scène.
- 2009 : Bastien et Bastienne, d'après l'opéra de Wolfgang Amadeus Mozart - Marionnettes et mise en scène.

### Acteur
- 1974 : Les chiffonniers du merveilleux, film-documentaire de Geneviève Bastide - Lui-même.
- 1975 : Les chiffonniers du merveilleux, avec Ghislaine Valadou film-documentaire d'Antoine Léonard sur le théâtre d'ombres colorées.
- 1998 : Une envie de Fête, renaissance du Carnaval de Paris, documentaire de Bernard Gazet - Lui-même.
- 2001 : Le rat, long-métrage de Christophe Ali et Nicolas Bonilauri - Le facteur.

## Activités festives et Carnaval de Paris
- Années 1970 : Créations de chars pour la Fête de la Rosière, à Nanterre.
- 1996 : Minibœuf en bois promotionnel de  la renaissance de la Promenade du Bœuf Gras au Carnaval de Paris.

### En collaboration avec Basile Pachkoff
- 1994 : Création du logo de l'Association pour la Promotion du Carnaval de Paris.
- 1994 : Carnaval du Bœuf Gras, affiche d'annonce de la renaissance du Carnaval de Paris en 1995. Réalisation du motif central de l'affiche et, avec des vignettes 1900, création du cadre autour de celui-ci[3].